# Elemér Szathmáry
Elemér Szathmáry (Budapest, 16 febbraio 1926 – Sydney, 17 dicembre 1971) è stato un nuotatore ungherese, specializzato nello stile libero.

## Palmarès

### Olimpiadi
- Argento a Londra 1948 nella staffetta 4x200 metri stile libero maschile.

### Europei
- Bronzo a Monte Carlo 1947 nei 100 metri stile libero.
- Bronzo a Monte Carlo 1947 nella staffetta 4x200 metri stile libero.